# Pseudamia
Pseudamia ist eine Gattung kleiner Meeresfische aus der Familie der Kardinalbarsche (Apogonidae), die im Roten Meer, im Persischen Golf und im tropischen Indopazifik bis Japan, Palmyra, Tahiti und Australien vorkommt. Die Fische leben küstennah bis in Tiefen von 64 Metern.

## Merkmale
Die verschiedenen Arten von Pseudamia werden 5 bis 21 cm lang und haben Rundschuppen. Für Kardinalbarsche ist der Körper der Pseudamia-Arten ungewöhnlich langgestreckt und nicht hochrückig. Die zwei Rückenflossen stehen weit auseinander. Die erste wird von sechs Stacheln, die zweite von einem Stachel und acht bis neun Weichstrahlen gestützt; bei der Afterflosse sind es zwei Stacheln und acht bis zehn Weichstrahlen. Die Schwanzflosse ist abgerundet oder rhombisch. Sie wird von 17 Hauptflossenstrahlen gestützt, von denen 15 verzweigt und der oberste und unterste unverzweigt sind. Supramaxillare (ein Kieferknochen) und Basisphenoid fehlen. Der Grat des Präoperculum ist glatt, der Rand gesägt oder glatt. Die Hypuralia 1 und 2 sowie 3 und 4 sind zusammengewachsen; Nr. 5 ist frei. Alle Pseudamia-Arten besitzen zwei beschuppte Seitenlinien.

## Systematik
Pseudamia wurde 1865 durch den niederländischen Ichthyologen Pieter Bleeker aufgestellt und 1954 zusammen mit den Gattungen Gymnapogon, Paxton und Pseudamiops der Unterfamilie Pseudamiinae innerhalb der Kardinalbarsche zugeordnet. 2014 wurde in einer Revision der Systematik der Kardinalbarsche für Paxton die neue Unterfamilie Paxtoninae geschaffen und Gymnapogon und Pseudamiops wurden der Tribus Gymnapogonini innerhalb der Unterfamilie Apogoninae zugeordnet, so dass Pseudamia heute die einzige Art der somit monotypischen Unterfamilie Pseudamiinae ist.

## Arten
Es gibt sieben Pseudamia-Arten:
- Pseudamia amblyuroptera (Bleeker 1856)
- Pseudamia gelatinosa Smith 1956
- Pseudamia hayashii Randall, Lachner & Fraser 1985
- Pseudamia nigra Allen 1992
- Pseudamia rubra Randall & Ida 1993
- Pseudamia tarri Randall, Lachner & Fraser 1985
- Pseudamia zonata Randall, Lachner & Fraser 1985